# 衞奕信勳爵文物信託
衞奕信勳爵文物信託（英語：The Lord Wilson Heritage Trust），是香港政府文化體育及旅遊局轄下的信託及法定機構。該信託乃於1992年12月18日按照《香港法例》第425章《衞奕信勳爵文物信託條例》第3(1)條成立，以第27任香港總督衞奕信勳爵命名，旨在保存及保護香港文物，進行相關的教育及宣傳活動，並負責修繕及收購香港古蹟及歷史建築。:476該信託的秘書處位於香港島添馬政府總部西翼13樓。

## 簡介
衞奕信勳爵文物信託於1992年12月18日成立，並以第27任香港總督衞奕信勳爵命名，藉此表揚他在出任總督期間對香港所作出的貢獻。自成立以來，該信託一直透過運用資助，致力於進行及支持香港文物保存及保護工作。除負責鑑別、修復、翻修及收購香港的古物、古蹟，乃至其他具有歷史、考古學及古生物學價值的遺址、物件或結構物以外，該信託在有需要的情況下亦會於這些古物、古蹟、遺址或結構物的所在地建立設施，以助公眾觀賞這些文物。至於有關香港文物的保存及保護的教育及宣傳工作方面，該信託會為具有歷史價值的古物、古蹟、遺址，乃至非物質文化遺產如傳統儀式，製作及出版文字及視聽紀錄，包括書報、期刊、影片、錄影帶、光碟等。此外，該信託亦會舉辦不同展覽、會議，以及其他公眾教育活動，以提高市民對香港文物及其保存和保護工作的認識及興趣。:8:330該信託過去曾舉辦的主要文物保育及保護活動，包括贊助設立在1993年12月12日開幕的屏山文物徑，並製作宣傳單張及舉辦開幕展覽。:5:46-482018年，該信託曾與香港電台合作拍攝電視節目《香港風物誌》，介紹香港文物及傳統文化，也是該信託成立25周年的誌慶項目之一。
衞奕信勳爵文物信託的另一主要職能，乃在於為社區組織及個人提供撥款，以資助推行與保存及保護香港文物相關的計劃和活動。:330例子包括於2011年，該信託曾撥款予香港大澳傳統龍舟協會，由香港工匠建造三艘龍舟及三艘神艇，以支持大澳端午龍舟遊涌繼續進行。
2022年，該信託推出「衞奕信勳爵文物信託三十周年影片系列」，是為紀念該信託成立30周年的主要宣傳項目。該系列共有十條影片，分別介紹該信託曾資助支持的十個香港文物保育或保護項目，包括：活化薄扶林伯大尼修院、保育薄扶林村風土習俗、深水埗居民口述歷史計劃、斲琴文化推廣、第二次世界大戰後至1960年代的香港汽車文化研究、香港霓虹燈招牌工藝與美學研究、屯門青山龍窯紀錄及推廣計劃、香港客家人舞麒麟文化推廣計劃、兒童粵劇工作坊，以及香港現代主義街市建築研究。

## 管理層
衞奕信勳爵文物信託的管理層由受託人委員會及理事會組成，兩者乃分別根據《衞奕信勳爵文物信託條例》第4條及第7條設立。其中受託人委員會是一法團，主席由行政長官委任，並由文化體育及旅遊局局長或其代表任當然委員，其餘10至14名委員則皆由行政長官委任。委員會的職責在於管理衞奕信勳爵文物信託資金的投資，並對有關財政事宜負責，以確保投資可產生穩定的收入來資助支持該信託的活動。委員會亦會就該信託一般的政策事宜作決定，並為如何可實踐信託保存及保護香港文物的宗旨給予指示。
至於理事會，其主席亦由行政長官委任，並由文化體育及旅遊局副秘書長或其代表任當然成員，其餘5至8名委員則皆由行政長官委任。理事會的職責在於執行受託人委員會的決定，並推行促進保存及保護香港文物的活動，亦會負責處理撥款申請。

## 歷任首長

### 受託人委員會主席
| 任次 | 姓名                  | 任期                         | 備註                 |
| ---- | --------------------- | ---------------------------- | -------------------- |
| 1    | 鄧蓮如女男爵，DBE，JP | 1993年2月11日至1995年9月30日 | :7                   |
| 2    | 歐肇基，OBE，JP       | 1995年10月1日至1999年3月31日 | :7:11                |
| 3    | 鄭海泉，GBS，OBE，JP  | 1999年4月1日至2007年3月31日  | :11:13               |
| 4    | 伍步謙，BBS，JP       | 2007年4月1日至2013年3月31日  | [ 20 ] [ 21 ] [ 13 ] |
| 5    | 方文雄，BBS，JP       | 2013年4月1日至2019年3月31日  | [ 22 ] [ 23 ] [ 24 ] |
| 6    | 陳正欣，BBS，MH       | 2019年4月1日至2025年3月31日  | [ 25 ] [ 26 ] [ 27 ] |
| 7    | 蘇彰德，BBS，JP       | 2025年4月1日至今             | [ 28 ]               |

### 理事會主席
| 任次 | 姓名                 | 任期                         | 備註                        |
| ---- | -------------------- | ---------------------------- | --------------------------- |
| 1    | 何承天，SBS，OBE，JP | 1993年2月11日至2003年3月31日 | :8:12:14                    |
| 2    | 龍炳頤，SBS，JP      | 2003年4月1日至2007年3月31日  | [ 29 ] [ 19 ]               |
| 3    | 李焯芬，GBS，JP      | 2007年4月1日至2013年3月31日  | [ 20 ] [ 21 ] [ 13 ]        |
| 4    | 何培斌，JP           | 2013年4月1日至2017年3月31日  | [ 22 ] [ 23 ]               |
| 5    | 何佩然               | 2017年4月1日至2022年10月20日 | [ 24 ] [ 25 ] [ 26 ] [ 30 ] |
| 6    | 莫家豪               | 2022年10月21日至今           | [ 30 ] [ 27 ] [ 28 ]        |

## 外部連結
- 衞奕信勳爵文物信託官方網站 （页面存档备份，存于）
- 衞奕信勳爵文物信託的Facebook專頁
- 衞奕信勳爵文物信託的Instagram帳戶
- YouTube上的衞奕信勳爵文物信託頻道